# Vinzenz Sahl
Vinzenz Sahl (* 26. Januar 1898 in Kappel; † 7. Juli 1972) war ein deutscher Politiker (BCSV, CDU).

## Leben
Sahl trat zum 1. Januar 1940 der NSDAP bei. Nach dem Zweiten Weltkrieg amtierte er als Bürgermeister der Gemeinde Kappel. Er trat in die BCSV ein, aus der später der badische Landesverband der CDU hervorging. 1947 wurde er als Abgeordneter in den Badischen Landtag gewählt, dem er bis zu dessen Auflösung 1952 angehörte.